# Roskildský mír

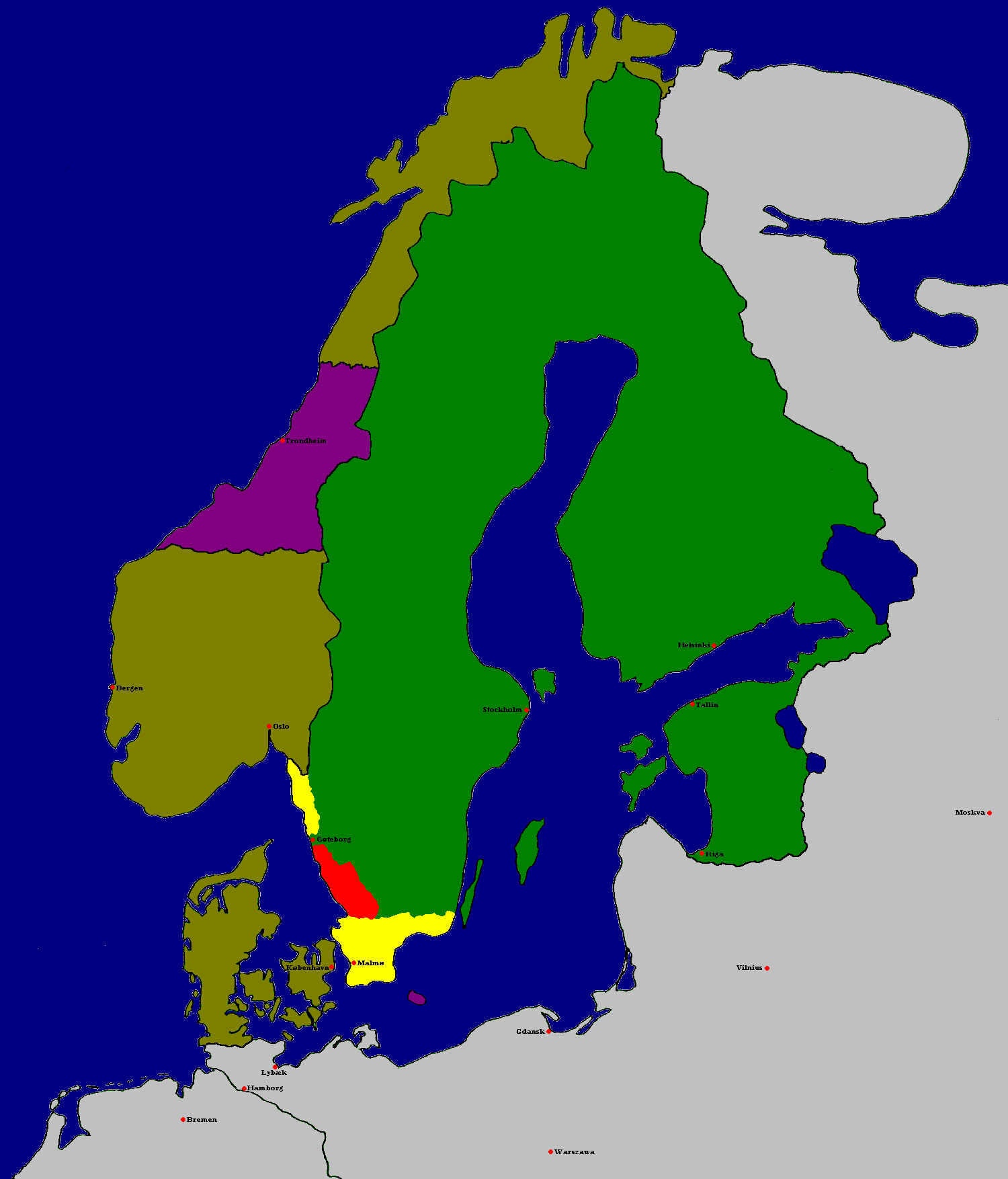
Červeně: Halland, držený Švédskem na 30 let již dříve. Žlutě: Skåne, Blekinge a Bohuslän. Fialově: povstalé provincie, navrácené pod dánskou vládu roku 1660.

Roskildský mír, švédsky, dánsky i norsky Freden i Roskilde, je označení pro mírovou smlouvu mezi Dánskem a Švédskem, uzavřenou 8. března (26. února podle juliánského kalendáře) 1658 v dánském městě Roskilde. Dánsko jím muselo postoupit Švédsku značnou část svého území.

## Předcházející události
V červnu předchozího roku 1657 započal dánský král Frederik III. válku proti Švédsku (tou dobou angažovanému ve vleklém konfliktu v Polsku) v naději, že se mu podaří odveta za ztráty, které Dánsko utrpělo mírovou smlouvou z Brömsebro roku 1645. Dánská armáda však nebyla tak dobře připravena a Švédové rychle postoupili z Pomořan od jihu na Jutský poloostrov. Zde se švédské tažení až do podzimu zdrželo obléháním pevnosti Frederiksodde. Nadcházející tuhá zima definitivně zvrátila průběh války ve prospěch Švédska. Pod osobním vedením krále Karla X. Gustava Švédové na přelomu ledna a února 1658 riskantním pochodem po mořském ledě překonali zamrzlý Malý i Velký Belt a ocitli se na ostrově Sjælland, kde už jim nic nestálo v tažení na dánské hlavní město Kodaň. Za této situace nezbyla dánskému králi než pokořující kapitulace.

## Podmínky
Ve smlouvě, dojednané za asistence francouzských a anglických diplomatů, se Frederik III. jakožto král dánský a norský musel ve prospěch Švédska vzdát dánských provincií Skåne, Blekinge a Halland (Halland byl postoupen Švédsku na dobu 30 let už předchozím mírem z Brömsebro, nyní tak propadl nadobro) a norských provincií Bohuslän a Trondheim. Švédsku připadl i ostrov Bornholm, naopak ostrov Anholt z provincie Halland byl ve smlouvě opomenut a zůstal dánský.
Třebaže článek 9 mírového ujednání zaručoval obyvatelům postoupených území zachování stávajících zvyklostí a výsad, ve skutečnosti se zmíněné oblasti rychle staly předmětem pošvédšťování.

## Následující události
Navzdory následnému okázalému mírovému banketu na zámku Frederiksborg neměla smlouva dlouhého trvání. Karel X. Gustav hodlal využít příležitosti, jak se nepohodlného a nyní oslabeného souseda zbavit úplně. Už v červenci téhož roku nevyprovokovaně obnovil válku, ale bezúspěšně. Kodaň švédskému obležení odolala a s pomocí holandského loďstva Dánsko uhájilo svou existenci. Zároveň proti novému švédskému panství povstaly Bornholm i Skåne, Norové osvobodili Trondheim. Po předčasné smrti Karla X. Gustava tak byl roku 1660 uzavřen kodaňský mír, jímž byly Bornholm a Trondheim navráceny Dánsku respektive Norsku; ostatní zisky z Roskilde pak Švédsko podrželo natrvalo.